# Todos por el Perú
Todos por el Perú, anteriormente llamado Coordinadora Nacional de Independientes, es un partido político peruano fundado el 23 de febrero del 2002. Entre los fundadores figuran personajes como Drago Kisic Wagner y Gonzalo Aguirre Arriz. Su actual presidente es el exdiputado Aureo Zegarra y su líder es Fernando Cillóniz.

## Historia

### Antecedentes
La propuesta inicial fue la de agrupar dentro de un movimiento partidario formal a los movimientos y personajes independientes (no afiliados a ningún partido), que durante la campaña presidencial del año 2001 habían apoyado activamente a la candidata Lourdes Flores y su alianza electoral Unidad Nacional. De este modo, los "independientes", grupo más numeroso dentro de Unidad Nacional, tendrían una voz y representación organizada al interno de la alianza, junto al Partido Popular Cristiano (de Lourdes Flores y Ántero Flores-Aráoz), el Partido Solidaridad Nacional (de Luis Castañeda Lossio) y Unión de Centro Democrático (de Rafael Rey y José Barba Caballero). La primera reunión de la Coordinadora Nacional de Independientes tuvo lugar el 23 de febrero de 2002.
En el 2004 se produce un rompimiento con Unidad Nacional, debido a discrepancias con Lourdes Flores. A raíz de ello la gran mayoría de integrantes de la Coordinadora decide renunciar a dicho partido, acusando a la dirigencia de haberse aprovechado desde un inicio de los independientes, así como de la imagen de Lourdes Flores, con miras a formar un proyecto partidario separado. Se dijo además que para inscribir el partido ante el Jurado Nacional de Elecciones, los integrantes habían recolectado numerosas firmas, muchas veces usando la imagen de Unidad Nacional y de Lourdes Flores, todo para finalmente separarse de dicha alianza y poder actuar como partido propio. Por ello, un gran número de integrantes de la Coordinadora, leales a Lourdes Flores, se separan definitivamente, ya sea retornando a sus partidos de origen, manteniendo el estatus de independientes o buscando nuevamente algún tipo de acercamiento con Unidad Nacional. Así, la Coordinadora quedó prácticamente desarticulada a nivel nacional, contando solamente con cierta representación en Lima.

Logo de la Coordinadora Nacional de Independientes durante las elecciones del 2006.

En el 2005, la Coordinadora Nacional de Independientes se alía con Acción Popular y Somos Perú para formar la alianza electoral denominada Frente de Centro. Sin embargo, en las elecciones generales de 2006, ninguno de sus miembros en la lista de candidatos del Frente de Centro al Congreso de la República resultó elegido. En dichos comicios, Gonzalo Aguirre Arriz fue candidato a la Segunda Vicepresidencia, junto a Valentín Paniagua Corazao como candidato presidencial.

Logo de Todos por el Perú de 2009 hasta 2015.

### Simbología y Cambio de nombre
En 2009 la Coordinadora Nacional de Independientes cambió su nombre a "Todos por el Perú", cuyo símbolo consiste en una “Antorcha” blanca
dentro de una circunferencia de fondo rojo.
En julio de 2015 el partido anunció su participación independiente bajo la candidatura presidencial de Julio Guzmán para las elecciones generales de 2016, cuyo color cambió de rojo a morado. El presidente del partido entonces era Áureo Zegarra Pinedo, quien venía de las filas de Acción Popular. Aunque a principios de su candidatura Guzmán reflejaba menos de 2% de apoyo en la mayoría de las encuestadoras, en el primer simulacro electoral llevado a cabo por la encuestadora Datum en febrero de 2016 Guzmán y el partido alcanzaron el segundo lugar del simulacro con 20% de los votos válidos, volviendo a Guzmán el segundo favorito de la contienda por debajo de Keiko Fujimori, y al TPP la segunda fuerza política del país en preferencias después del partido fujimorista Fuerza Popular. El repentino crecimiento de la popularidad de Guzmán y su partido ha sido llamado por sus seguidores y los medios de comunicación "La Ola Morada".
La candidatura presidencial de Julio Guzmán fue eliminada por el Jurado Nacional de Elecciones el 9 de marzo de 2016 debido a inconsistencias en los procedimientos internos del partido para renovar su directiva, por lo que Guzmán no podría participar de las elecciones de abril. Sin embargo, el partido presentó a los dos días un recurso extraordinario de apelación.

## Resultados electorales

### Elecciones presidenciales
|  | 5.75 % |

|  | 9.83 % |

### Elecciones parlamentarias
|  | 7.1 % |

|  | 10.22 % |

### Elecciones al Parlamento Andino
|  | 5.61 % |

|  | 9.41 % |

### Elecciones regionales y municipales
| Año  | Gobiernos Regionales                | Alcaldías Provinciales              | Alcaldías Distritales               |
| Año  | Representantes                      | Representantes                      | Representantes                      |
| ---- | ----------------------------------- | ----------------------------------- | ----------------------------------- |
| 2006 | 0/25                                | 1/196                               | 3/1874                              |
| 2010 | 0/25                                | 0/196                               | 1/1874                              |
| 2014 | No participaron en estas elecciones | No participaron en estas elecciones | No participaron en estas elecciones |
| 2018 | 0/25                                | 0/196                               | 7/1874                              |